# Philippe Baillet (traducteur)
Pour les articles homonymes, voir Philippe Baillet et Baillet.
Philippe Baillet, né le 21 janvier 1951, est un essayiste, journaliste et traducteur français.
Il est un des introducteurs de la pensée de Julius Evola dans l'aire francophone.

## Biographie
En 1975, Philippe Baillet fonde avec Léon Colas et Pierre Magne le Centre d'études doctrinales Julius Evola, dont il sera le secrétaire de 1975 à 1976,,. Il y publie Introduction à l'œuvre d'Evola mais il s’oppose par la suite à sa réédition, considérant que cet essai était une œuvre typique de jeunesse, au style sectaire et inutilement grandiloquent.
À partir de 1977, il participe à l'équipe de rédaction de la revue Totalité. En 1979, il livre une contribution dans l'ouvrage La Droite aujourd'hui, dirigé par Jean-Pierre Apparu. En 1982, il participe à la création des Éditions Pardès avec Georges Gondinet et Daniel Cologne .

## Parcours et positions politiques

### Totalité, ou le « traditionalisme révolutionnaire »
Philippe Baillet s'est d'abord engagé dans la mouvance nationale-révolutionnaire.
Au début de l'année 1977, il fonde, avec Georges Gondinet et Daniel Cologne, la revue Totalité, qui publiera 27 livraisons, jusqu'en 1987. Le périodique, sous-titré « Pour la révolution culturelle européenne », sera le porte-étendard, dans la sphère francophone, du courant du « traditionalisme révolutionnaire » ou « traditionalisme intégral », une mouvance qui se développe dans des milieux distincts de ceux de la Nouvelle Droite. Inspirés par certains courants de la Droite radicale italienne, comme de ceux animés par l'éditeur Franco Freda et par Claudio Mutti, les animateurs de ce courant tentent d'unir la « pensée traditionnelle » (Julius Evola, René Guénon, Coomaraswamy, Frithjof Schuon) avec une doctrine d'action révolutionnaire. Il s'agit d'affirmer, « à l’aurore de la longue marche de la révolution européenne, la volonté d'engager un combat total - spirituel, culturel, politique, contre les forces, manifestes ou occultes, décidées à mener à terme le processus, entamé de longue date, de dénaturation complète de l'Europe […] Totalité éclairera et soutiendra, en Europe et hors d'Europe, les mouvements agissant dans la direction des luttes de libération nationale et populaire contre les oligarchies mondialistes »,.
En 1978, Philippe Baillet publie, en collaboration avec Jean-Louis Duvigneau, un militant nationaliste-révolutionnaire français converti à l'islam, un texte : Sur la Libye de Kadhafi et l'imbécilité droitiste, inséré dans une brochure de soutien à Franco Freda, alors emprisonné.
Totalité publie nombre de brochures doctrinales, comme Éléments pour un nouveau nationalisme, Pour en finir avec le fascisme, dont de nombreux textes traduits de l'italien par Baillet, comme La Désintégration du système de Freda ou La Droite et la crise du nationalisme d'Adriano Romualdi. Le cercle créera ensuite les Éditions Pardès et les revues Kalki (Action et Tradition), Rébis (Sexualité et Tradition) et L'Âge d'Or (Spiritualité et Tradition).
En 1981, Philippe Baillet quitte l'équipe de rédaction de Totalité, tout en continuant de collaborer comme traducteur auprès des éditions Pardès,.

### Le journaliste
Réné Monzat note qu'en 1985, Baillet cesse de se qualifier de national-socialiste,.
Philippe Baillet, d'abord critique, comme la plupart des « traditionalistes-révolutionnaires », à l'encontre du « néo-titanisme » (c'est-à-dire, essentiellement, le culte de la technique, l'anti-orientalisme, le nominalisme et l'évolutionnisme) de la Nouvelle Droite, va ensuite collaborer aux revues du GRECE, estimant qu'en 1985 « aucune des critiques autrefois adressées à la ND n'a encore de raison d'être ». En 1985, il quitte la revue Totalité, après la parution du numéro 11, et devient, pour une courte période (1985-1986), secrétaire de rédaction des revues Nouvelle École, Éléments, Panorama des idées actuelles et Études & Recherches,.
En 1988, il redevient autonome et crée un bulletin trimestriel, Les Deux Étendards - Documents et acteurs de l'antimodernité. Mais l'expérience des Deux étendards prendra fin au bout de deux ans. Il lance ensuite les Éditions Hérode (1993-1994),.
À cette époque, il publie une vingtaine d'articles, essentiellement culturels, dans Le Choc du Mois (1987-1993). Il collabore aussi à plusieurs revues, telles que Politica hermetica, Catholica, Les Cahiers d'histoire sociale, La Nouvelle Revue d'histoire, Éléments, Nouvelle École, Rivarol, Les Écrits de Paris, Les Cahiers d'histoire sociale et Tabou (revue annuelle dirigée par Jean Plantin).
En 1991, il critique le qualificatif de « traditionalisme-révolutionnaire », que d'aucuns accolent à la mouvance dans laquelle il évolue. Aussi estime-t-il : « Nous ne devons pas céder aux suggestions de l’ennemi, par exemple en cherchant à dissoudre le poison révolutionnaire dans le nectar de la Tradition, tels ceux qui parlent d’œuvrer... à la « révolution traditionnelle » de demain ».
Stéphane François, qui est pourtant un adversaire déclaré de la mouvance dans laquelle évolue Philippe Baillet, reconnaît que la qualité scientifique de sa production est indéniable.

### Les années 2010
L'année 2010 marque le retour de Philippe Baillet, après ce qui a été, dans les faits, un éloignement de tout engagement politique. Il revient au sein de la droite radicale en partisan du choc des civilisations, lui qui a pourtant été longtemps proche des islamophiles comme Claudio Mutti. Il prophétise un avenir fait de guerres civilisationnelles et ethniques. Il renoue avec le style polémique de ses années « traditionalistes-révolutionnaires », mais nombre de ses positions ont changé. En 2010, il publie Pour la contre-révolution blanche : portraits fidèles et lectures sans entraves. Il s'agit d'un recueil d'articles publiés précédemment.
Philippe Baillet va s'en prendre violemment à ceux qui, à droite, ne partagent pas ses positions. Il publie notamment plusieurs articles contre Alain de Benoist, qu'il considère comme un « intellectuel de gauche », dont le seul objectif réel ne serait que la reconnaissance médiatique.
C'est en 2016 que, avec la parution du gros volume de L'Autre Tiers-mondisme : des origines à l’islamisme radical (475 p.), Baillet va tenter de lancer un débat de fond au sein des divers milieux de Droite.
En novembre 2020, il fonde, au sein des éditions révisionnistes Akribeia la revue Sparta, qu'il dirige. Celle-ci est présentée dans son premier numéro comme « une publication ouvertement païenne, racialiste et identitaire, qui naît sous le triple parrainage augural du Rig-Veda, de Nietzsche et de Savitri Devi.

## Ouvrages
- Introduction à l'œuvre d'Evola, Cahiers du Centre d'études doctrinales Evola, Villemonble, 1975
- (it) Julius Evola e l'affermazione assoluta, Padoue, Quaderni del Veltro, 1978
- (it) I fondamenti della politica tradizionale secondo A.K. Coomaraswamy, coll. « Il Cavallo alato », Padoue, Ar, 1987
- Julius Evola ou La sexualité dans tous ses « états », Chalon-sur-Saône, Hérode, coll. « Les deux étendards », 1995
- Pour la contre-révolution blanche : portraits fidèles et lectures sans entraves, Akribeia, Saint-Genis-Laval, 2010, recueil d'articles écrits de 1988 à 2010 sous le nom de Xavier Rihoit
- Le Parti de la vie : clercs et guerriers d'Europe et d'Asie, Saint-Genis-Laval, Akribeia, 2015
- L'Autre Tiers-mondisme : des origines à l’islamisme radical - Fascistes, nationaux-socialistes, nationalistes-révolutionnaires entre « défense de la race » et « solidarité anti-impérialiste », Akribeia, Saint-Genis-Laval, 2016
- Piété pour le cosmos : Les précurseurs antimodernes de l'écologie profonde, avec Giovanni Monastra, Akribeia, Saint-Genis-Laval, 2017
- De la confrérie des Bons Aryens à la nef des fous. Pour dire adieu à la droite radicale française, Akribeia, Saint-Genis-Laval, 2018
- Pour l'honneur d'un camarade - Guillaume Faye (1949-2019) par-delà censure et récupération, Le Tocsin blanc, Budapest, 2020
- Racialisme, esthétisme, « Nouvelle Droite » - Éléments d'information et de réflexion, Le Tocsin blanc, Budapest, 135 p., 2024
- Écrits à l'écart de toute meute, Sentiers Perdus, 322 p., 2024, recueil d'articles.
- Le Conservatisme contre l'idéologie suivi de Dérives inactuelles avec des espions, des esthètes, un médecin et un sage au pouvoir, Saint-Genis-Laval, Aidôs, 240 p., 2025

Préfaces
- Abel Bonnard et Philippe Baillet (Auteur de l'introduction, etc), Les modérés : le drame du présent, Paris, Ed. des Grands classiques, coll. « Les grands classiques de l'homme de droite », 1993, 236 p. (ISBN 978-2-909-92302-4, OCLC 463753503)